# Чубуклу
Чубуклу (на турски: Çubuklu) е квартал в район Бейкоз от анадолската страна на Босфора в Истанбул, Турция. Наричан е Катангион (на гръцки: Κατάγγιον) във византийско време, когато е бил зона за отдих.
По време на османската епоха някои султани като Селим I (1494 – 1511), Сюлейман Великолепни (1520 – 1566), Ахмед I (1603 – 1617) и Ахмед III (1703 – 1730) са били особено заинтересовани от Чубуклу. Великият везир Невшехирли Дамат Ибрахим паша (на длъжност 1718 – 1730 г.) и някои други висши служители през 19 век също допринасят за неговото развитие.
През 19 век Чубуклу се превръща в популярен жилищен район. Великият везир Халил Рифат паша (на длъжност 1895 – 1901) построява тук пет ялъ (имения край брега) за синовете си.
Абас II от Египет (управлявал 1892 – 1914), последният хедив (османски вицекрал) на Египет и Судан, построява двореца Хедив на върха на хълм с изглед към Чубуклу.
Командването за подводно търсене и спасяване, което обучава водолази и дайвъри за екипите за подводна отбрана (SAS) и подводно нападение (SAT), както и Службата за навигация, хидрография и океанография на турския флот, са разположени в Чубуклу.
Şehir Hatları се обажда на терминала на пътническия ферибот в Чубуклу няколко пъти на ден. Освен това управлява ферибота между Чубуклу и Истинийе от европейската страна на Босфора.